# Sveti Krševan
Sveti Krševan ili Krizogon (lat. Chrysogonus, † 4. stoljeće), svetac i mučenik Rimokatoličke Crkve i pravoslavnih crkava. Zaštitnik je grada Zadra i posvećena mu je zadarska crkva sv. Krševana izgrađena u romaničkom stilu i posvećena 1175.

## Životopis
Prema legendama bio je vjeroučitelj sv. Stošije. Dok je ona bila u zatvoru on ju je bodrio svojim pismima. Zbog velike predanosti kršćanstvu, u zamjenu za napuštanje vjere, nuđeno mu je mjesto prefekta ili konzula Rimske provincije. Nakon što je odbio bio je podvrgnut okrutnim mukama te mu je odrubljena glava. Tijelo su mu zatim bacili u more. Svećeniku Zoilu se kasnije u snu prikazao sv. Krševan te je imao viziju gdje se nalazi njegovo tijelo.
649. godine mu je tijelo preneseno u Zadar. Zaštitnik je grada Zadra i posvećena mu je zadarska crkva sv. Krševana izgrađena u romaničkom stilu i posvećena 1175.

## Štovanje
Svetišta
- Crkva sv. Krševana u Zadru
- Crkva sv. Krševana u Milohnićima [2]

## Vanjske poveznice
Ostali projekti
|  | Zajednički poslužitelj ima još gradiva o temi Sveti Krševan |

Mrežna mjesta
- Crkva sv. Krševan, benediktinke-zadar.com